# Резолюция 4 на Съвета за сигурност на ООН
Резолюция 4 на Съвета за сигурност на ООН, приета на 29 април 1946, осъжда диктатурата на генерал Франко в Испания и формира петчленен подкомитет, който да прецени дали режимът в Испания създава международно напрежение и застрашава мира и сигурността, както и да предложи по-нататъшни мерки срещу Испания, в случай че тези предположения се потвърдят.
Резолюция 4 е приета с мнозинство от 10 гласа, а представителят на СССР гласува въздържал се.